# Angera
Angera é uma comuna italiana da região da Lombardia, província de Varese, com cerca de 5.477 habitantes. Estende-se por uma área de 17 km², tendo uma densidade populacional de 322 hab/km². Faz fronteira com Arona (NO), Cadrezzate, Dormelletto (NO), Ispra, Meina (NO), Ranco, Sesto Calende, Taino.

## Demografia
| Variação demográfica do município entre 1861 e 2011                               |
|                                                                                   |
| Fonte: Istituto Nazionale di Statistica (ISTAT) - Elaboração gráfica da Wikipedia |